# Taroki
Taroki lub taroki z królami – polska odmiana taroka dla 4 osób. Rozgrywana talią tarota 54 kart. Popularna we wsi Kozy nieopodal Bielska-Białej. Celem gry jest zbieranie lew i punktów za karty. Charakteryzuje się licytacją za pomocą liczby kart, które rozgrywający podniesie z musika. Jej reguły zostały opisane przez Johna McLeoda po jego wizycie w Polsce w 2011 roku.

## Zasady

### Wstęp
Gra jest rozgrywana talią tarota złożoną z 54 kart. Głupiec jest najstarszą kartą w talii. Starszeństwo kart w „czarnych kolorach” to (od najstarszego): 
król, dama, rycerz, walet, 10, 9,8,7,
natomiast starszeństwo kart w "czerwonych kolorach" to: 
król, dama, rycerz, walet, as,2,3,4.
Rozdający rozdaje każdemu graczowi 12 kart. 6 kart odkłada do musika. Gracz siedzący na prawo od rozdającego rozpoczyna licytację. Licytacja i rozgrywka odbywają się w kolejności przeciwnej do ruchu wskazówek zegara. 
Celem gry jest zbieranie lew i punktów za karty. Punktacja kart jest następująca: 
- XXI, I, głupiec - 5 pkt.
- król - 5 pkt.
- dama - 4 pkt.
- rycerz - 3 pkt.
- walet - 2 pkt.
- wszystkie pozostałe karty - 1 pkt[2].

Punkty są liczone w szczególny sposób: karty są grupowane w grupy po 3, punkty za karty w każdej grupie sumowane, a następnie odejmuje się od nich po 2 pkt. Jeżeli pozostaną dwie karty, to od ich wartości "nominalnej" odejmuje się 1 pkt. Jeżeli zostanie pojedyncza karta to nie odejmuje się pkt. od jej wartości nominalnej. Ten sposób liczenia punktów sprawia, że w talii jest 70 pkt.

### Licytacja
Rozpoczyna ją gracz siedzący na prawo od rozdającego. Toczy się przeciwnie do ruchu wskazówek zegara. Gracze licytują liczbą kart, które podniosą z musika. Możliwe odzywki to: 1,2,3,4. 1 oznacza, że gracz podniesie z musika 3 karty, 2 oznacza, że podniesie z musika 2 karty itd. 4 może zostać zalicytowane tylko po 3. Zwycięzca licytacji zostaje deklarującym. 

### Wybór króla, król ultimo, kontra i rekontry
Zwycięzca licytacji (deklarujący) przed podniesieniem kart z musika wybiera króla. Wraz z posiadaczem wybranego króla stworzy parę do końca rozgrywki.
Przeciwnik deklarującego, który nie zrezygnował z możliwości zalicytowania 3, może dać kontrę. Kontra podwaja zapis za kontrakt. Jest to możliwe w sytuacji gdy przeciwnik zalicytował 3, ale został przelicytowany przez 4 lub też gdy nie mógł zalicytować 3, gdyż inny gracz zalicytował 3 lub 4. W szczególności wynika z tego, że nie można dać kontry na 1 lub 2. 
Posiadacz wybranego króla może zadeklarować król ultimo. Oznacza to zobowiązanie do zagrania wybranego króla w ostatniej lewie oraz do wzięcia ostatniej lewy przez drużynę rozgrywającego. Przeciwnicy, jeżeli uważają, że to się nie uda, mogą powiedzieć kontra. 
Jeżeli padła kontra, rozgrywający lub jego partner mogą dać rekontrę. Ich przeciwnicy mogą wówczas dać subkontrę, na co rozgrywający i jego partner mogą dać kolejną rekontrę mówiąc mort.

### Wymiana kart
Następnie deklarujący podnosi wylicytowaną liczbę kart z musika i nie pokazuje ich innym graczom. Jeżeli mu odpowiadają, to je bierze i odkłada do musika tę samą liczbę kart. Jeżeli mu nie odpowiadają, to kładzie je odsłonięte na stół i podnosi kolejne itd. Przykładowo, jeżeli gracz wylicytował 2, to podnosi 2 karty. Jeżeli mu nie odpowiadają, to kładzie na stół i podnosi kolejne 2 karty itd. Jeżeli wylicytował 1, to procedura wygląda tak samo, z tą różnicą, że gracz podnosi 3 karty. Czasami procedura jest upraszczana i wszystkie karty w grupach są wykładane na stół, po czym deklarujący wybiera jedną z nich.
Jeżeli wybrany król znajduje się w musiku rozgrywający może grać sam przeciwko trzem obrońcom, albo może się poddać.

### Deklaracje
Po wymianie kart gracze, poczynając od rozgrywającego, mogą dokonać kolejnych deklaracji. Możliwe deklaracje to: 
- Pagat ultimo - posiadacz taroka I może zadeklarować, że zagra go w ostatniej lewie i że weźmie tę lewę[2].
- Trul - gracz, który posiada XXI, I i głupca może zadeklarować, że jego drużyna zdobędzie je w lewach. Innymi słowy - nie można stracić I[2].
- Dziesięć taroków, jedenaście taroków, dwanaście taroków - gracz który posiada 10, 11 lub 12 taroków może to zadeklarować[2]. W zamian otrzyma bonus.
- Dwa taroki, jeden tarok, bez taroków - gracz, który posiada 2, 1 lub 0 taroków może to zadeklarować[2]. W zamian otrzyma dodatkowe punkty.
- Walat - zobowiązanie do wzięcia wszystkich 12 lew[2].

Przeciwnik gracza, który zadeklarował pagat ultimo lub trul może dać kontrę. Po kontrze ponownie mogą paść rekontra, subkontra i rekontra mort.

### Rozgrywka
Rozgrywka jest typowa dla środkowoeuropejskich odmian taroka. Rozpoczyna gracz siedzący na prawo od rozdającego. Toczy się przeciwnie do ruchu wskazówek zegara. Istnieje obowiązek dokładania do koloru oraz do taroków. Jeżeli nie można dołożyć do koloru, trzeba dołożyć taroka. Jeżeli nie można dołożyć taroka można dołożyć dowolną kartę. Lewę bierze najstarszy tarok. Jeżeli w lewie nie ma taroków, wygrywa ją najstarsza karta w kolorze wistu.

### Punktacja
Wszystkie punkty są "płacone" zwycięzcom przez przegranych. W efekcie, jeżeli rozgrywający grał sam to otrzymuje 3 razy więcej pkt. niż podano poniżej. Punktacja za deklaracje jest niezależna od punktacji za kontrakt. 
Punktacja w zależności od kontraktu jest następująca: 
- 1 - 1 pkt.,
- 2 - 2 pkt.,
- 3 - 3 pkt.,
- 4 - 4 pkt.[2].

Jeżeli gracz znalazł wybranego króla w musiku i zrezygnował z gry to płaci każdemu obrońcy 2 pkt.
Punkty za zadeklarowane taroki wynoszą: 
- 10 taroków - 1 pkt.,
- 11 taroków - 2 pkt.,
- 12 taroków - 3 pkt.,
- 2 taroki - 1 pkt.,
- 1 tarok - 2 pkt.,
- bez taroków - 3 pkt.[2].

Pozostałe premie wynoszą:
- Trul - 2 pkt. dla drużyny która zdobyła głupca, XXI i I. Jeżeli to zadeklarowali otrzymują 4 pkt., ale jeżeli zadeklarowali i nie ugrali to płacą 4 pkt.[2].
- 4 króle - 2 pkt. dla drużyna która zdobyła cztery króle w lewach. Jeżeli gracz miał 4 króle i zadeklarował to przed licytacją to jego drużyna otrzymuje 8 pkt., jeżeli zdobyła wszystkie 4 króle. W przeciwnym wypadku płaci 8 pkt.[2].
- Pagat ultimo - 1 pkt., dla drużyny, która wzięła ostatnią lewę za pomocą I. Jeżeli drużyna zadeklarowała pagat ultimo, to otrzymuje 2 pkt., jeżeli je ugrała. W przeciwnym wypadku płaci 2 pkt.[2].
- Król ultimo - 1 pkt. dla drużyny rozgrywającego jeżeli wzięła wybranego króla w ostatniej lewie. Jeżeli partner rozgrywającego zadeklarował król ultimo, to jego drużyna otrzymuje 2 pkt., jeżeli go ugrała. W przeciwnym wypadku płaci 2 pkt.[2].
- Jeżeli przeciwnicy rozgrywającego zdobędą wybranego króla, to otrzymują 1 pkt[2].
- Jeżeli posiadacz I straci go (tzn. przeciwnicy zdobędą lewę z nim), to jego przeciwnicy otrzymują 1 pkt[2].
- Walat - 5 pkt. za wzięcie wszystkich 12 lew. Jeżeli drużyna zadeklarowała i ugrała walat to otrzymuje 20 pkt. W przeciwnym wypadku płaci 20 pkt.[2].

## Talia do taroków
|  |  |  |  |  |  |  |  |  |  |  |  |  |  |  |
|  |  |  |  |  |  |  |  |  |  |  |  |  |  |  |
|  |  |  |  |  |  |  |  |  |  |  |  |  |  |  |
|  |  |  |  |  |  |  |  |  |  |  |  |  |  |  |
|  |  |  |  |  |  |  |  |  |  |  |  |  |  |  |

| 21 Taroków |  |  |  |  |  |  |  |
| •          |  |  |  |  |  |  |  |
|            |  |  |  |  |  |  |  |